# Prostaglandina-F sintasa
La prostaglandina-F sintasa es una enzima que cataliza la reacción química:
(5Z,13E)-(15S)-9alfa,11alfa,15-trihidroxiprosta-5,13-dienoato + NADP+ {\displaystyle \rightleftharpoons } (5Z,13E)-(15S)-9alfa,15-dihidroxi-11-oxoprosta-5,13-dienoato + NADPH + H+
Así, los dos sustratos de esta enzima son (5Z,13E)-(15S)-9alfa,11alfa,15-trihidroxiprosta-5,13-dienoato y NADP+, mientras que sus 3 productos son (5Z,13E)-(15S)-9alfa,15-dihidroxi-11-oxoprosta-5,13-dienoato, NADPH, y H+.
Esta enzima pertenece a la familia de las oxidorreductasas, específicamente aquellas que actúan en el grupo CH-OH del donante con NAD+ o NADP+ como aceptador. El nombre sistemático de esta clase de enzimas es (5Z,13E)-(15S)-9alfa,11alfa,15-trihidroxiprosta-5,13-dienoato:NADP + 11-oxidorreductasa. Otros nombres de uso común son prostaglandina-D2 11-reductasa, reductasa, 15-hidroxi-11-oxoprostaglandina, PGD2 11-cetoreductasa, PGF2alfa sintetasa, prostaglandina 11-cetoreductasa, prostaglandina D2-cetoreductasa, prostaglandina F sintasa, prostaglandina F sintetasa, sintetasa, prostaglandina F2alfa, prostaglandina-D2 11-reductasa, PGF sintetasa, NADPH-dependiente prostaglandina D2 11-ceto reductasa, y prostaglandina 11-ceto reductasa. Esta enzima participa en el metabolismo de ácido araquidónico.

## Estudios estructurales
A finales de 2007, se han resuelto 7 estructuras para esta clase de enzimas, con códigos de adhesión PDB 1RY0 , 1RY8 , 1VBJ , 1XF0 , 1ZQ5 , 2F38 , y 2FGB .